# Elaphria tenebrosa
Elaphria tenebrosa är en fjärilsart som beskrevs av Paul Dognin 1907. Elaphria tenebrosa ingår i släktet Elaphria och familjen nattflyn. Inga underarter finns listade i Catalogue of Life.